# Afrika Korps (jogo de tabuleiro)
Afrika Korps é um jogo de tabuleiro de guerra de nível operacional, de pouca-média complexidade, produzido em 1964 pela Avalon Hill. O jogo utiliza dois mapas consecutivos representando a região da parte norte da África, cenário de guerra onde se travaram as batalhas entre o Afrika Korps de Rommel e o exército britânico.